# Курейчик, Андрей Владимирович
Андре́й Влади́мирович Куре́йчик (бел. Андрэй Уладзіміравіч Курэйчык; род. 14 января 1980, Минск) — белорусский киносценарист, драматург, режиссёр, публицист, политический деятель. Лауреат многочисленных кинематографических премий. Научный сотрудник, преподаватель Йельского университета, США (с 2022 года).

## Биография
В юности (1992 год) был чемпионом Минска по у-шу (тренер — отец). Окончил лицей Белорусского государственного университета. Учась на втором курсе юрфака БГУ (где получал повышенную стипендию), занимался подработками по специализации — сканировал отпечатки пальцев в экспертно-криминалистическом центре, работал в юридической фирме.
Окончил с отличием (с красным дипломом) БГУ, специализация — административное право, политическая наука. Аспирантура факультета журналистики БГУ. Прошёл режиссёрскую стажировку во МХАТе им. Чехова (2002 г.), где его педагогом был Народный артист СССР Олег Табаков.
С 2001 по 2002 гг. работал юристом в международной юридической фирме «Власова и Партнёры», а также помощником председателя Белорусского союза театральных деятелей (выполнял функции пресс-секретаря и руководителя ряда арт-проектов Союза). С 2002 года — постоянный обозреватель авторитетного политико-экономического еженедельника «Белорусская газета» (написал более 150 статей); а также — главный редактор Общенационального телевидения (ОНТ), один из создателей общественно-политического ток-шоу «Выбор», курировал нескольких медиа-проектов канала.
В 2004 году принял участие в стажировке для менеджеров в сфере управления некоммерческими организациями в США, проводимой Государственным департаментом США. Выступил арт-директором коммерческого фестиваля реализовавших себя женщин Беларуси «Дива Белая Русь», который проходил во Дворце Республики. Был приглашён преподавать театральные дисциплины в Лицей Белгосуниверситета. Создал авторскую радиопрограмму «Театральный антракт с Андреем Курейчиком» на Национальном радио «Культура». Был приглашён преподавать на режиссёрский факультет Российской академии театрального искусства ГИТИС. В 2006 году был шеф-редактором газеты «Вестник культуры».
В 2007 году переехал из Минска в деревню под Смиловичами, откуда его родители, купив там дом. В этом доме был написан сценарий к фильму «Любовь-морковь-2». В 2010 году продал дом и купил просторную квартиру в Минске, вернувшись с семьёй в столицу.
С 2022 года является научным сотрудником, преподавателем  Йельского университета, США.

## Творчество
В 21 год (2001 г.) уже имел постановку в МХАТ им. Чехова, в 22 года поставил спектакль «Потерянный рай» на сцене Национального академического театра имени Янки Купалы (премьера 9 ноября 2002 года). 21 июня 2003 года на сцене МХАТ им. Чехова состоялась премьера спектакля «Пьемонтский зверь» по пьесе Курейчика, ставшей одним из победителей конкурса современной пьесы, учреждённого Олегом Табаковым совместно с Министерством культуры Российской Федерации. Ставился также во многих других театрах, в частности в театре Маяковского. С 2007 года работает сценаристом в кино.
В 2003 году работал в качестве редактора первого белорусского телевизионного сериала «Отель исполнения желаний» ЗАО «Телефильм». На базе Белорусской государственной академии искусств основал Центр современной драматургии и режиссуры (продюсировал ряд спектаклей и акций). Основал и выступил художественным руководителем Международного фестиваля современного театра «Открытый формат», который стал крупнейшим театральным фестивалем в Беларуси.
К своим 30 годам написал 25 пьес, поставленных в 9 странах мира. К 35 годам имел за спиной 15 кинопроектов. Состоит в Белорусском литературном союзе «Полоцкая ветвь» и входит в жюри литературной премии имени Симеона Полоцкого. Член Республиканского общественного совета по делам культуры и искусства при Совете министров. Общий сбор в прокате фильмов, созданных по его сценариям, составил 62 млн долларов.
В 2012 году вместе с Дмитрием Фригой, режиссёром Дмитрием Марининым, операторами Алексеем Корнеевым, Артёмом Якимовым и Никитой Пинигиным основал творческое объединение Bez Buslou Arts.
Даёт мастер-классы в разных странах, преподавал сценаристику в нескольких университетах России, Беларуси, Литвы.

## Политическая деятельность
В мае 2020 года, во время белорусской избирательной кампании в президенты предложил свой план, как сменить власть без выборов и революций. Затем выступил с предложением к претенденту в кандидаты на пост президента Республики Беларусь Виктору Бабарико о создании организации либо партии, которая объединила бы сторонников перемен в ходе избирательной кампании на президентских выборах. 17 августа 2020 года вошёл в Основной состав Координационного совета для обеспечения трансфера власти в Республике Беларусь; является членом экспертной группы по культуре при Координационном совете.
С 2020 года ведёт свой блог на YouTube-канале, который стал одним из наиболее влиятельных в белорусской оппозиционной среде по числу подписчиков (на август 2021 года — 26,4 тыс. подписчиков). В своём блоге Андрей Курейчик обсуждает права человека, культурную политику и демократические реформы.
Осенью 2021 года, после предупреждения от адвоката об уголовном преследовании в связи с политической деятельностью, Курейчик уехал в Европу, проживал в Хельсинки (Финляндия), после чего переехал в США. В связи с открытыми взглядами и критикой в адрес режима Лукашенко, а также как активист белорусской демократии (особенно благодаря пьесам, которые гастролировали по всему миру) и видный член оппозиционного Координационного совета Курейчик неоднократно получал угрозы в социальных сетях, в том числе угрозы жизни. В частности, получал угрозы от российского режиссёра Егора Кончаловского, написавшего донос на Курейчика президенту РФ Путину, и угрожая, что Андрей Курейчик сядет в тюрьму.

## Семья
Трое детей — сыновья Глеб и Платон и дочь Марта.
Глеб занимается и выступает в театральной студии при минском Тюзе. Играет в репертуарных спектаклях театра, а также выходил на сцену Купаловского театра в легендарной «Павлинке». Снялся в трёх фильмах, дебютировав в небольшой эпизодической роли в фильме «ГараШ». В апреле 2023 года дебютировал на американской сцене Cooperative Arts & Humanities High School (г. Нью-Хейвен, Коннектикут) в постановке «Братья Гримм» на английском языке, режиссёры Валери Воллоно (Valerie Vollono) и Кристи Саргент (Christy Sargent).

## Фильмография

### Автор сценария
| Год  |   | Название                           | Примечание |
| ---- | - | ---------------------------------- | ---------- |
| 2007 | ф | Любовь-морковь                     | Сценарист  |
| 2008 | ф | Любовь-морковь 2                   | Сценарист  |
| 2009 | с | Сёмин                              | Сценарист  |
| 2009 | ф | Юленька                            | Сценарист  |
| 2010 | ф | Ёлки                               | Сценарист  |
| 2010 | с | Смертельная схватка                | Сценарист  |
| 2011 | с | Сёмин. Возмездие                   | Сценарист  |
| 2011 | ф | Служебный роман. Наше время        | Сценарист  |
| 2011 | с | Я дождусь                          | Сценарист  |
| 2012 | с | Военная разведка. Первый удар      | Сценарист  |
| 2012 | с | Выше неба                          | Сценарист  |
| 2012 | ф | Выше неба                          | Сценарист  |
| 2012 | с | Одесса-мама                        | Сценарист  |
| 2012 | с | Петрович                           | Сценарист  |
| 2013 | с | Без права на выбор                 | Сценарист  |
| 2014 | ф | Василина Ивановна меняет профессию | Сценарист  |
| 2014 | ф | Гороскоп на удачу                  | Сценарист  |
| 2015 | ф | Война полов                        | Сценарист  |
| 2015 | ф | ГараШ                              | Сценарист  |
| 2015 | ф | SOS, Дед Мороз, или Всё сбудется   | Сценарист  |
| 2016 | ф | PARTY-ZAN фильм                    | Сценарист  |
| 2017 | ф | Движение вверх                     | Сценарист  |
| 2018 | ф | Наши дети                          | Сценарист  |
| 2019 | ф | Упыри                              | Сценарист  |
| 2020 | ф | Свобода                            | Сценарист  |
| 2021 | ф | Суворов. Великое путешествие       | Сценарист  |

### Роли в кино
- 2003 — Оккупация. Мистерии — Шнайдер
- 2005 — Дунечка — автор пьесы
- 2007 — Любовь-морковь — искусствовед
- 2020 — Купала — спутник Мядёлки

## Постановки

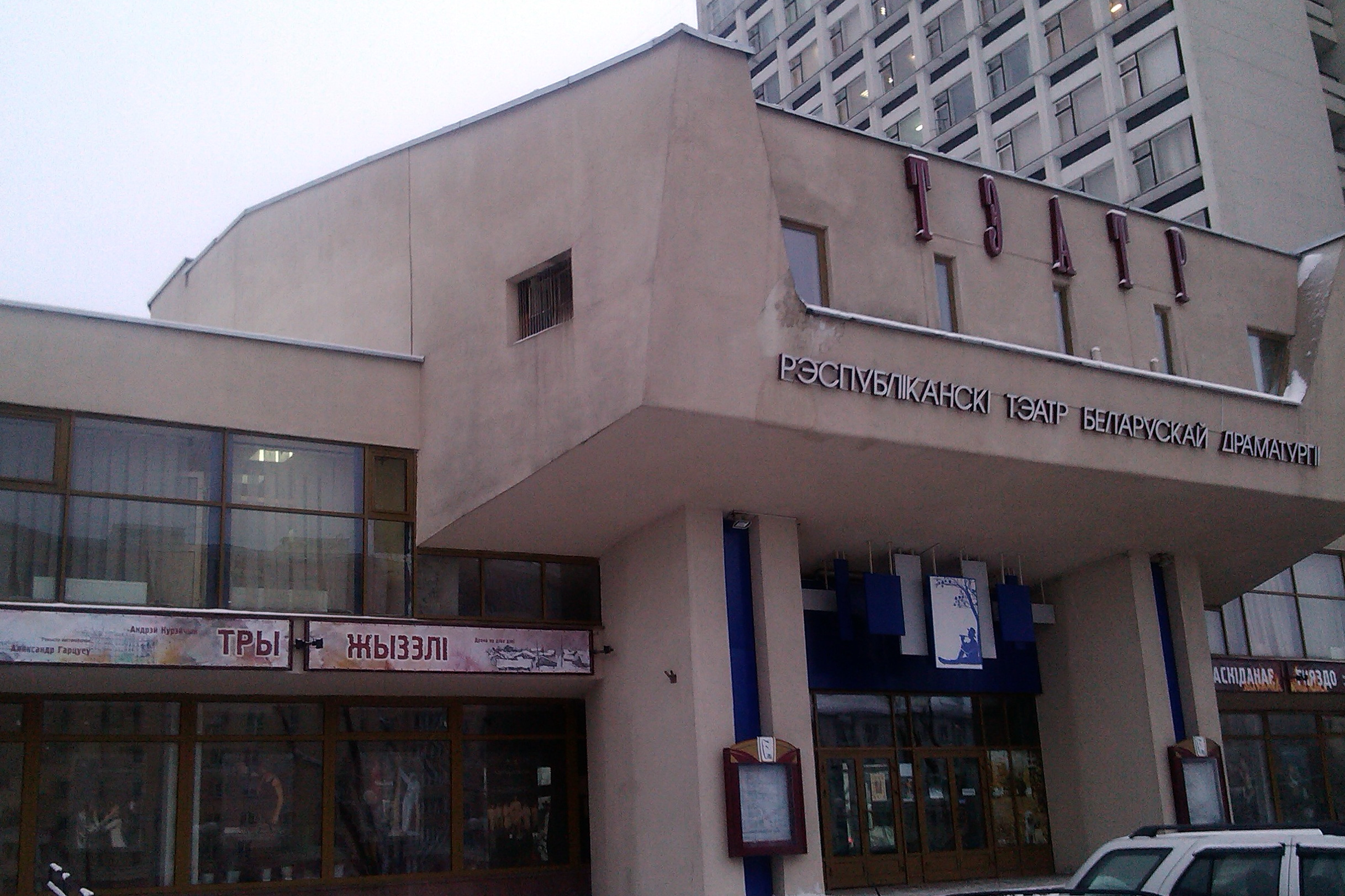
Постановка пьесы «Три Жизели» в Республиканском театре белорусской драматургии. Минск, январь 2013 года

- пьеса «Исповедь Пилата» — поставлена в 2000 году в Театре-студии БГУ (реж. А. Курейчик);
- пьеса «Пьемонтский зверь» — поставлена в 2001 году в Народном театре г. Мосты;
- пьеса «Пьемонтский зверь» — поставлена в 2001 году в НАДТ им. Я. Купалы в рамках проекта «Театр пьесы» (реж. А. Курейчик);
- пьеса «Потерянный рай» — поставлена в 2002 году в НАДТ им. Я. Купалы;
- пьеса «Пьемонтский зверь» — поставлена в 2003 году в МХАТ им. Чехова;
- пьеса «Три Жизели» — поставлена в 2005 году в Новом драматическом театре (Минск); в 2004 году получила премию на престижном международном конкурсе «Евразия-2004»[29];
- пьеса «Детский сад №…» — спектакль о детских играх на взрослый манер, поставлена в марте 2011 года на сцене Центра современной драматургии[30];
- пьеса «Как стать бессмертным» — фантасмагория в 2 частях, поставлена в ноябре 2014 года в Донецком академическом областном русском драмтеатре (г. Мариуполь)[31];
- пьеса «Подводники» — документальный сюжет о событиях 4 июля 1961 года на советской атомной подлодке К-19[32];
- пьеса «Обиженные. Россия» — взгляд на современную ситацию в России и на постсовестком пространстве. Первая читка пьесы прошла 28 октября 2017 года на малой сцене Республиканского театра белорусской драматургии[33].
- пьеса «Осторожно, женщины!» — спектакль о любви, комедия. Главный герой, французский художник Серж Дюбуа, любит сразу трёх женщин. Каждая имеет свой неповторимый характер, вместе они являются для него женским идеалом. Но что делать женщинам в этой ситуации?[34]
- пьеса «Муравьёв. Граф Амурский» — историческая драма о генерал-губернаторе Восточной Сибири Николае Муравьёве-Амурском. Поставлена в ноябре 2017 года в Хабаровском краевом театре драмы[35];
- пьеса «Залив Счастья. Адмирал Невельской» — историческая драма об исследователе Дальнего Востока российском адмирале Геннадии Невельском, в своём роде продолжение спектакля «Муравьёв. Граф Амурский». Поставлена в октябре 2018 года в Хабаровском краевом театре драмы[36];
- пьеса «Гендерные выкрутасы» — комедия положений, история перевоплощений, где герои немного не в себе во всех смыслах. Премьерный показ состоялся 31 марта 2019 года в Республиканском театре белорусской драматургии[37].
- пьеса «Обиженные. Беларусь(сия)» — пьеса посвящена теме политического кризиса в Беларуси после проведения президентских выборов в 2020 году. Прототипами героев пьесы стали Александр Лукашенко и его младший сын Николай, Светлана Тихановская, Александр Тарайковский, Мария Колесникова и другие реальные личности[38]. 25 сентября 2020 года пьеса была поставлена в Киева на сцене «Дикий театр» (режиссёр Максим Голенко) в рамках международного проекта глобальной солидарности с белорусским театром[39].
- пьеса «Голоса Новой Беларуси» — пьеса составлена из писем, интервью и судебных документов людей, которые стали жертвами репрессивной машины в Беларуси в период с мая 2020 по сентябрь 2021. Премьера состоялась 10 сентября в рамках 23-го международного театрального фестиваля «Мельпомена Таврии» в городе Херсон (Украина)[40].

## Премии и награды
- Пьеса «Пьемонтский зверь» стала победителем конкурса Министерства культуры России и МХАТа им. Чехова на лучшую современную пьесу 2002 года;
- Пьесы «Хартия слепцов» и «Иллюзион» вошли в шорт-лист премии «Дебют» 2002 года в номинации «драматургия»;
- Пьеса «Старый сеньор» стала призёром конкурса Министерства культуры Беларуси на лучшую современную пьесу 2003 года;
- Спектакль НАДТ им. Я. Купалы «Потерянный рай» (реж. В. Раевский) был признан лучшим спектаклем Международного театрального фестиваля в Чернигове (Украина);
- Пьесы «Ноктюрн» и «Детский садик» вошли в лонг-лист и удостоились специального упоминания жюри литературной премии «Дебют» 2003 года[1];
- На Международном фестивале литературы и культуры «Славянские традиции — 2011» (на котором, кроме того, А. Курейчик был членом жюри) был награждён почётной грамотой Союза писателей России[41];
- 2012 год — специальный приз жюри российской профессиональной продюсерской кинопремии «СНЯТО!» за сценарий к фильму «Выше неба»[42][43];
- 2017 год — особый приз «За кинематографическую многогранность» на XVIII открытом Российском фестивале кинокомедий «Улыбнись, Россия!» за комедию «PARTY-ZAN фильм»[44];
- 2019 год — номинация на премию «Золотой орёл» за лучший сценарий к фильму «Движение вверх» (совместно с Николаем Куликовым).
- 2019 год — пьеса «Обиженные. Россия» (режиссёр Сергей Павлюк) признана лучшей режиссёрской работой на ХІІ международном фестивале «МОЛОКО» (Одесса, Украина)[45].
- 2021 год — специальный приз театральной премии «Золотая Маска[пол.]» (Польша). Присужден Андрею Курейчику за текст пьесы «Обиженные. Беларусь(сия)», на основе которой Городской театр[пол.] в Гливице реализовал онлайн-спектакль, под тем же названием, в режиссуре и постановке Ежи Яна Полонского[46].
- 2022 год — финская национальная премия KOURA в области радио и телевидения за лучшую драму. Присуждена за радио-спектакль про белорусских политических заключенных «Голоса новой Беларуси» производства телерадиокомпании Yle в содружестве с Национальным театром Финляндии и инициативой «Artists at Risk».